# 邻苯二甲酸二异戊酯
邻苯二甲酸二异戊酯（缩写DIPP）是一种邻苯二甲酸酯，由一个邻苯二甲酸和两个异戊醇酯化形成，化学式为 C18H26O4，常作为塑化剂使用。